# A Dark Euphony
A Dark Euphony is het tweede album van de Nederlandse gothic metalband Blackbriar, uitgebracht in 2023. 
Het album is samengesteld als een verhalenboek, waarbij elk van de elf nummers een ander hoofdstuk in het boek vertegenwoordigt, met verschillende verhalen, grimmige sferen en dromerige nuances. Het album kreeg in het algemeen positieve recensies binnen de metalscene.
White Rooms Review schreef erover: "Muzikaal is het vooral heel degelijk wat Blackbriar presenteert. De sound is goed verzorgd, waardoor bijvoorbeeld de gitaarsolo én de opbouw in ‘My Soul’s Demise’ er echt wel uitspatten. Op die manier is de sound een mooi dynamisch geheel waarbij zowel de rust als het bombast hun kracht goed weten te benutten."

## Track list
1. "An Unwelcome Guest" (04:10)
2. "Far Distant Land" (04:38)
3. "Spirit of Forgetfulness" (03:51)
4. "Bloody Footprints in the Snow" (05:11)
5. "The Evergreen and The Weeping Tree" (04:56)
6. "Cicada" (04:32)
7. "My Soul's Demise" (04:25)
8. "We Make Mist" (04:36)
9. "Thumbelina" (04:24)
10. "Forever and a Day" (04:58)
11. "Crimson Faces" (03:41)